# لين هوفمان
لين هوفمان (بالإنجليزية: Lynn Hoffman)‏ هي معالجة نفسية أمريكية، ولدت في 10 سبتمبر 1924 في باريس في فرنسا، وتوفيت في 21 ديسمبر 2017.